# Carolin Leonhardt
Carolin Leonhardt (Mannheim, 22 novembre 1984) è una canoista tedesca.
Ha vinto una medaglia d'oro nel K4 500 m e una d'argento nel K2 500 m in coppia con Birgit Fischer ai Giochi olimpici di Atene 2004. Ha vinto inoltre una medaglia d'argento nel K4 500 m ai Giochi olimpici di Londra 2012

## Palmarès
- Olimpiadi

Atene 2004: oro nel K4 500 m e argento nel K2 500 m.
Londra 2012: argento nel K4 500 m.
- Mondiali

2005 - Zagabria: oro nel K4 200 m e K4 500 m, bronzo nel K4 1000 m.
2006 - Seghedino: argento nel K4 200 m, K4 500 m e K4 1000 m.
2007 - Duisburg: oro nel K4 200 m e K4 500 m.
2009 - Dartmouth: oro nel K4 200 m, argento nel K2 1000 m e nel K4 500 m.
2010 - Poznań: argento nel K2 1000 m.
2011 - Seghedino: oro nella staffetta K1 4x200 m e argento nel K4 500 m.
- Campionati europei di canoa/kayak sprint

Poznań 2004: argento nel K2 500m e bronzo nel K2 200m.
Poznań 2005: oro nel K4 200m e nel K4 500m, argento nel K4 1000m.
Račice 2006: argento nel K4 200m, K4 500m e K4 1000m.
Pontevedra 2007: oro nel K4 200m e K4 500m.
Milano 2008: oro nel K4 500m.
Brandeburgo 2009: oro nel K4 500m e argento nel K4 200m.
Trasona 2010: bronzo nel K2 200m e K2 1000m.
Belgrado 2011: bronzo nel K4 500m.